# Crambe wildpretii
Crambe wildpretii är en korsblommig växtart som beskrevs av A. Prina och David Bramwell. Crambe wildpretii ingår i släktet krambar, och familjen korsblommiga växter. IUCN kategoriserar arten globalt som akut hotad. Inga underarter finns listade i Catalogue of Life.